# Too Many Walls
 «Too Many Walls» (en español: «Demasiados muros») es una canción de la cantante y compositora británica Cathy Dennis.
Lanzada como sencillo de su Move to This en septiembre de 1991, la canción fue la cuarta de Dennis que entró en el Top 10 del Billboard Hot 100, donde llegó al puesto #8.
"Too Many Walls" también estuvo dos semanas en el top el adult contemporary. En el Reino Unido, la canción logró el #17 en el UK Singles Chart. En Australia, la canción logró el #57 en el ARIA Chart.
"Too Many Walls" es una suave balada pop coescrita por Dennis y Anne Dudley, miembro del grupo de estilo synthpop británico Art of Noise. La canción era originalmente una composición instrumental de Dudley, hasta que Dennis adaptó la canción y añadió la letra. Se hizo un remix para que fuese más radiofónica antes de lanzarla.
En una entrevista con Rolling Stone, Dennis declaró que piensa que esta es "la mejor canción del álbum, especialmente en cuanto a letra. Las otras canciones son divertidas, pero pueden ser bastante superficiales." Según Dennis "la canción habla de cuando quieres estar con alguien, pero las opiniones y los prejuicios de otras personas se entrometen."
"Too Many Walls" fue el último Top 10 de Dennis en los EE. UU. como cantante, pero escribió otros éxitos, el más conocido para Kylie Minogue titulado "Can´t Get You Out of My Head".
El vídeo fue filmado en el aeropuerto de Stansted y fue dirigido por Rocky Morton y Annabel Jankel.

## Pistas
UK CD sencillo
1. «Too Many Walls»
2. «Too Many Walls» (L'autre Mix)
3. «Too Many Walls» (a cappella)

US casete sencillo
1. «Too Many Walls» (Radio Mix)
2. «Too Many Walls» (a cappella)

## Versiones
- En 2008 la cantante y actriz estadounidense Ashley Tisdale hizo una versión de esta canción para un comercial de Degree Girl.